# Scania N113
Scania N113 — серия коммерческих автобусов, выпускаемых компанией Scania AB с 1988 по 2000 год.

## История
Впервые автобус Scania N113 был представлен в 1988 году. Автобус пришёл на смену модели Scania N112.
Автобус за всю историю производства оснащался дизельным двигателем внутреннего сгорания Scania DS/DSC11 объёмом 11 литров. Трансмиссия автобуса — Scania или Voith.
В Великобритании эксплуатировался 641 автобус Scania N113, из которых 405 — двухэтажные, 42 — одноэтажные низкопольные, остальные 194 — одноэтажные высокопольные.
В 1989—1990 годах 200 одноэтажных автобусов Scania N113 эксплуатировалось в Сингапуре.
В 1993 году в Коулуне эксплуатировалось двое двухэтажных трёхосных автобусов Alexander RH, в 1996 году к ним добавилось ещё 20.
Производство завершилось в 2000 году.

## Модельный ряд
- Scania N113CLB/N113CRB — одноэтажный высокопольный автобус.
- Scania N113CLB-LG/N113CLL/N113CRL — одноэтажный низкопольный автобус.
- Scania N113DRB — двухэтажный трёхосный автобус.
- Scania N113ALB — сочленённый автобус.

## Галерея

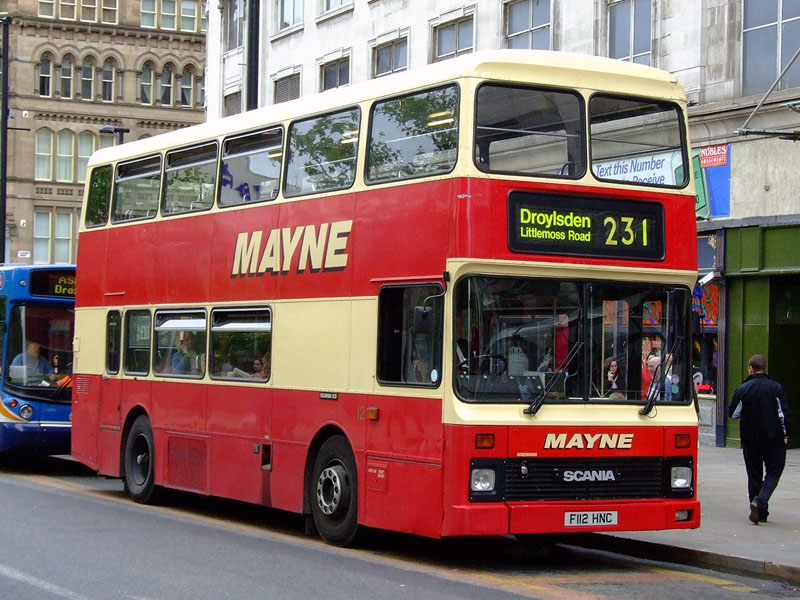
Scania N113DRB в Манчестере (июнь 2006)
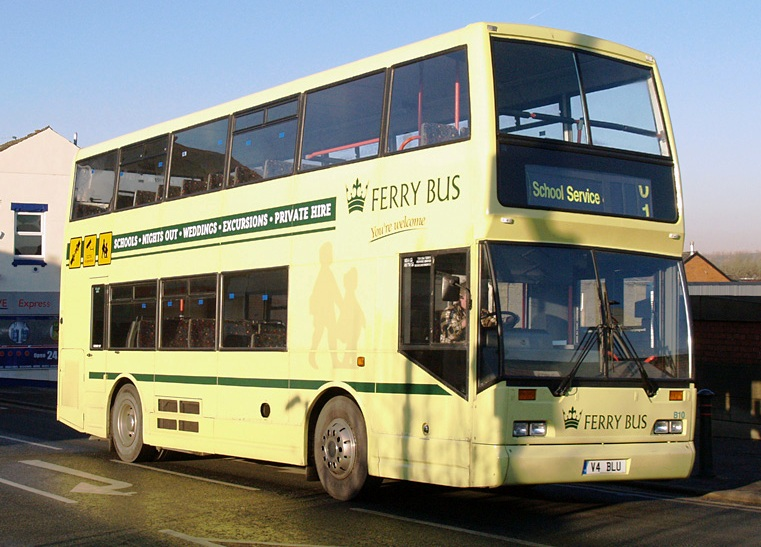
Scania N113DRB
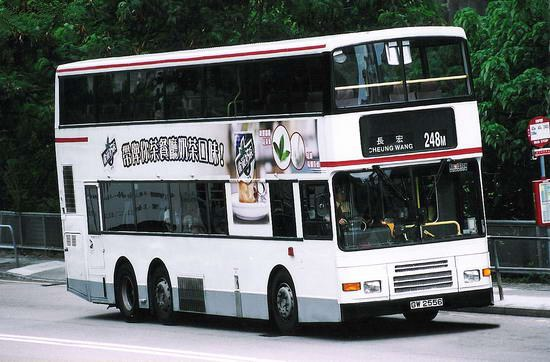
Трёхосный Scania N113 в Коулуне
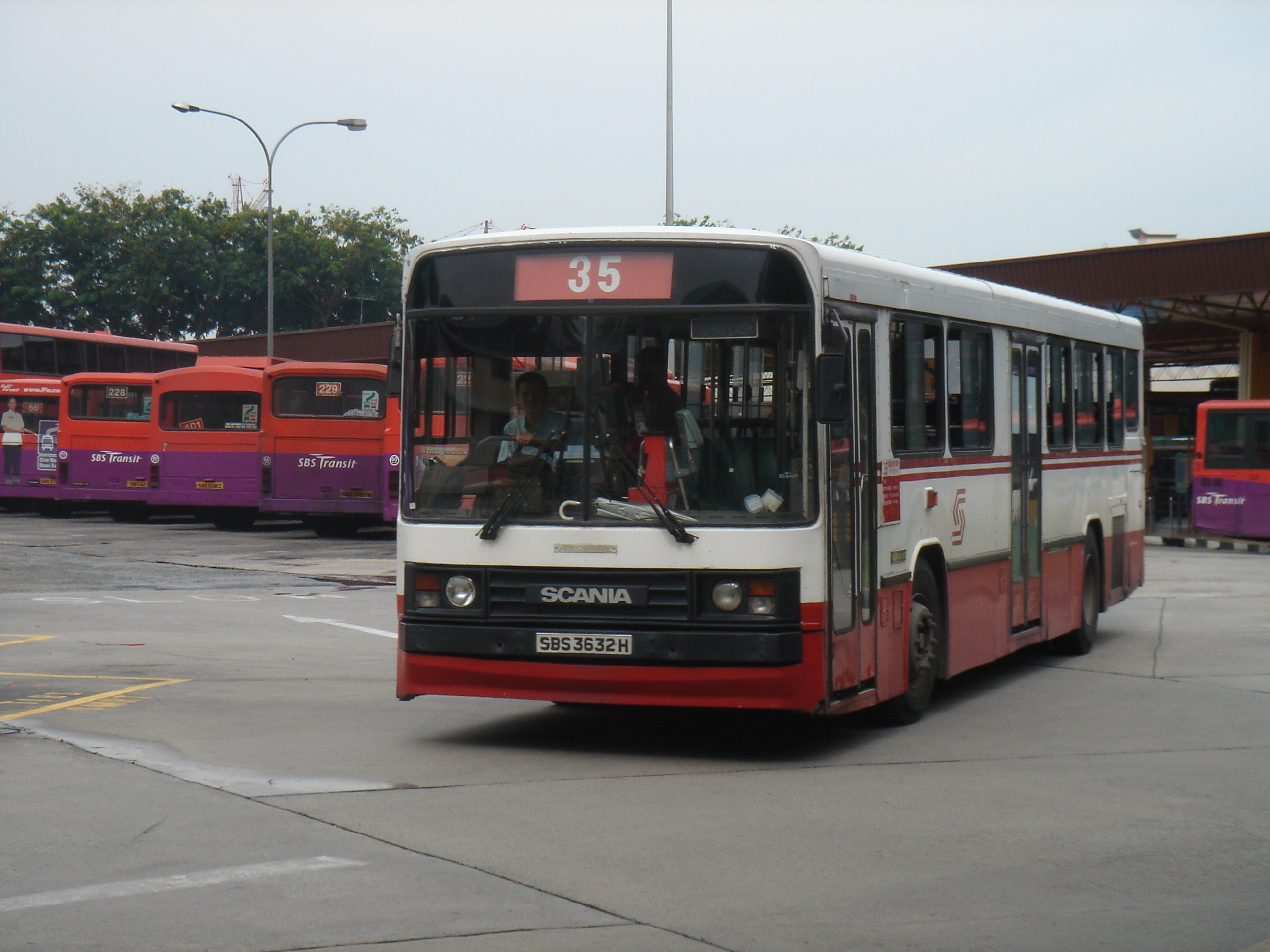
Scania N113CRB
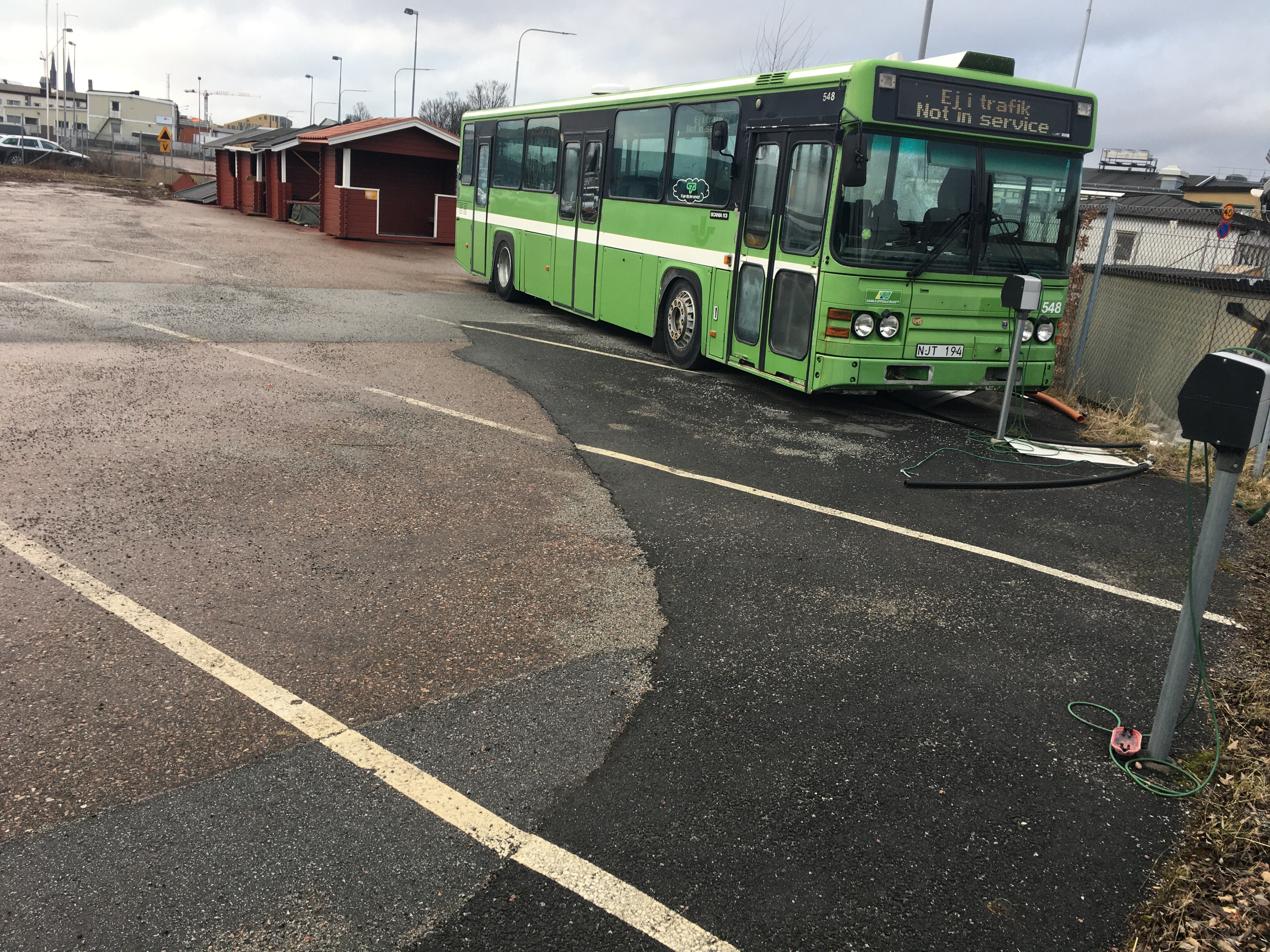
Scania CN113 в Уппсале

## Scania CN113CLL
Scania CN113CLL — городской автобус большой вместимости производства Scania AB. Вытеснен с конвейера моделью Scania OmniLink.